# Krystyna Wituska

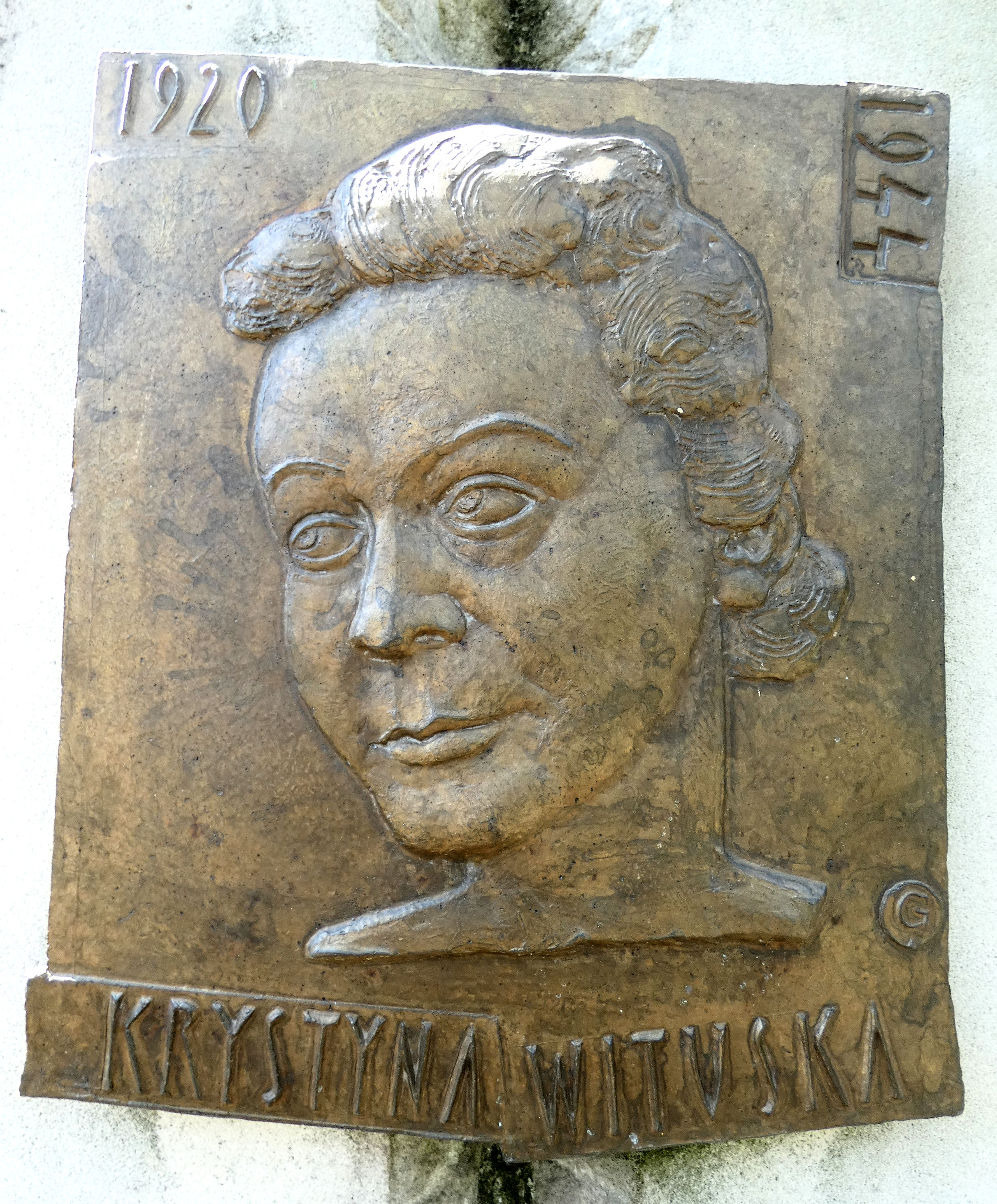
Tablica pamiątkowa na cmentarzu Gertraudenfriedhof w Halle

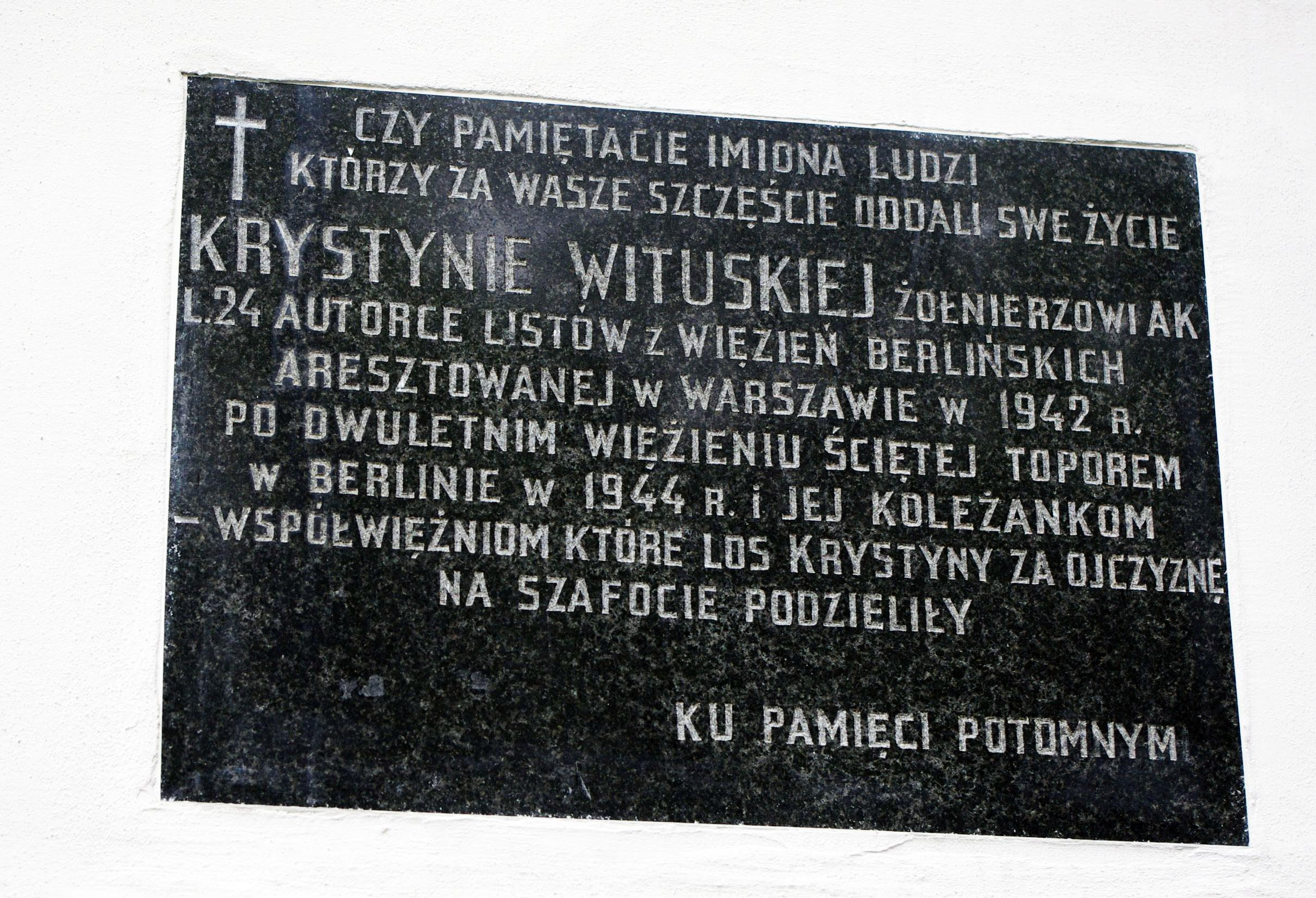
Tablica upamiętniająca Krystynę Wituską na kościele św. Karola Boromeusza na warszawskich Powązkach

Krystyna Urszula Wituska (ur. 12 maja 1920 w Jeżewie, zm. 26 czerwca 1944 w Halle) – żołnierz wywiadu Armii Krajowej.

## Życiorys
Córka Feliksa i Marii z Orzechowskich. Jej rodzice byli właścicielami majątku Jeżew i Kłoniszew. Wituscy h. Gozdawa byli w tej części Sieradzkiego zasiedzieli od ponad dwóch stuleci. Przybyli tu z Łęczyckiego, a ich gniazdem rodowym była wieś Witusza w dawnym powiecie orłowskim.
W wieku 10 lat Wituska, wraz ze starszą siostrą Haliną, została umieszczona przez rodziców w szkole ss. urszulanek w Poznaniu. Po 5 latach siostry kontynuowały naukę w Gimnazjum Królowej Jadwigi w Warszawie. Choroba płuc Krystyny spowodowała konieczność jej kuracji w Zakopanem, a potem w Szwajcarii, gdzie Wituska pogłębiała znajomość niemieckiego i francuskiego. Latem 1939, wbrew woli rodziców, wróciła do Jeżewa. Na początku wojny rodzina została usunięta z majątku i wywieziona w okolice Warszawy. Ojciec pracował pod Łowiczem, a Krystyna Wituska wraz z matką zamieszkała u rodziny w stolicy, włączając się do konspiracji w ZWZ i AK. Przyjęła ps. „Kasia”. Prowadziła działalność wywiadowczą wśród wojskowych, zbierała informacje o lotnisku na Okęciu. Gdy jej informator został aresztowany, ukryła się w Brwinowie, gdzie jej ojciec otrzymał pracę administratora majątku. Niebawem otrzymała przydział do nowej komórki wywiadowczej: jej zadaniem było zbieranie informacji na temat oddziałów Wehrmachtu na terenie Warszawy.
Została przypadkowo aresztowana 19 października 1942. Osadzono ją na Pawiaku, a po śledztwie w Alei Szucha wywieziono do Berlina. Śledztwo zakończyło się 19 kwietnia 1943 sądem wojennym, który skazał ją za „szpiegostwo i współdziałanie w zbrodni zdrady stanu” na śmierć przez ścięcie. Po odrzuceniu przez Hitlera prośby o ułaskawienie Krystyna Wituska została wywieziona do więzienia w Halle, gdzie 26 czerwca 1944 r. został wykonany wyrok śmierci przez ścięcie na gilotynie. Jej ciało zostało pochowane w zbiorowej mogile na cmentarzu w Getraudenfriedhof w Halle.
Historia jej pobytu w niemieckim więzieniu, w opracowaniu i ze wstępem Wandy Kiedrzyńskiej, została zawarta w książce Na granicy życia i śmierci. Listy i grypsy więzienne Krystyny Wituskiej, Warszawa 1970. Na terenie należącym do niemieckiej Bundeswehry w podmonachijskim mieście Fürstenfeldbruck istnieje ulica nazwana imieniem gen.-leutn. Hermanna Rittera von Manna – członka składu kolegium sędziów, który skazał Krystynę Wituską na śmierć.
Imię Krystyny Wituskiej nosi szkoła w Małyniu, a szczep harcerski w Poddębicach przyjął ją za patronkę. 18 marca 2010 została odznaczona pośmiertnie Krzyżem Komandorskim Orderu Odrodzenia Polski.
26 marca 2010 odbyła się konferencja poświęcona losom kobiet, które działały w służbie wywiadu ZWZ-AK (upamiętnione zostały także Monika Dymska, Władysława Maciesza, Wanda Węgierska).

## Literatura
- Frejdlich K., Kres, Łódź 1972 r.,
- Sławińska H., Dzieje pewnej akcji, [w:] „Nad Wartą” nr 10/1983.